# PHASE-III衛星
PHASE-III衛星（Phase-3衛星、フェイズスリーえいせい）は、AMSATの楕円軌道を用いたアマチュア衛星（通信衛星）である。1970年代なかばごろ、アマチュア衛星の世代として
1. 実験的なPHASE-I衛星
2. 実用的だが通信可能範囲が狭い低軌道を用いたPHASE-II衛星

に続く第3世代の衛星として、より広範囲に通信が可能なPHASE-III衛星の開発計画を立案・実行したものである。

## 衛星の特徴
PHASE-III衛星は、概ねモルニア軌道に近い軌道を狙った衛星である。この軌道は北半球側に遠地点を持つ周期12時間程度の長楕円型である。したがって、次のような利点と課題がある。
- 利点
  - アマチュア無線家の人口の多い地域から数時間以上連続して可視となるため、低軌道衛星に比べ利用時間が長い。
  - 衛星の高度が高いため、同時に衛星が見える範囲が広い。言い換えると、より遠方の局と交信できるようになる。
  - 遠地点側では衛星の動きがゆっくりであるため、追尾が容易である。
- 衛星を開発・運用するうえでの課題
  - 遠地点での通信距離が低軌道の数十倍にも達するため、伝播損失を補うためトランスポンダの高出力化やアンテナの大型化が必要になる。
  - 高出力化に伴い搭載機器の消費電力が増加するので太陽電池を貼るスペースも多く必要になり、必然的に大型化する。
  - 最終軌道に達するために静止トランスファ軌道からの軌道変換や、アンテナを地球に向けるための能動的な姿勢制御を必要とするため、マイクロプロセッサを搭載して高度な航法制御を行う必要がある

以上のように多くの点で技術的ブレークスルーを求められるが、PHASE-II衛星に比べ使い勝手は大きく向上することが期待され、文字通り新しい段階 (pphase) の衛星であった。
一般的な商用通信衛星と異なりPHASE-III計画では初期段階から完全な静止軌道は採用しなかった。これにはいくつかの理由がある。
- 静止位置の確保ができない

静止軌道は有限な資源であり、国際的な管理下にあるため、アマチュア無線用として希望の静止位置(経度)を確保できる可能性が殆ど無い。
- 技術的ハードルが高い
  - 目指す経度に静止できる軌道はただひとつしかなく、極めて精密な軌道変換と、その後の静止位置を維持するための軌道制御が必須となる。
  - 静止位置に衛星をとどめるためのスラスターの燃料が切れれば運用を継続できないため、多目の燃料を搭載せねばならずこれも衛星の設計に対し負担が大きい。これに対しモルニア軌道類似の軌道であれば予定軌道と多少ずれがあっても運用には支障は無いし、軌道の変化への対応にも神経を使う必要は少ない。
- 静止衛星を利用できる地域は全地球の約1/3であるため、限られた位置に置くか、あるいは複数の衛星を用意（多額の費用を要する）しなければならない。
- 高緯度地域からは、静止衛星だと仰角が下がって地上の障害物にさえぎられることがある。

## 衛星の一覧
過去打ち上げられた衛星および計画中の衛星は次のとおりである。
- PHASE-III-A

1980年、ロケットが打上げに失敗
- PHASE-III-B (AO-10)

1983年打上げに成功。現在は一部の機能のみ動作中
- PHASE-III-C (AO-13)

1988年打上げに成功。摂動による近地点低下現象で1996年12月に再突入
- PHASE-III-D（AO-40)

1999年アリアン5で打上げ成功。3軸制御も可能な大型衛星だが、軌道変換中のモーター異常で機能の一部を喪失した。2004年1月25日UTC、電源の故障により全面的に運用停止した。
- PHASE-III-E

PHASE-III-Cタイプの設計で計画中

## 歴史
AMSAT-OSCAR 6号および7号を成功させたAMSATでは、衛星ユーザの拡大と支持に自信を深めたが、同時にその限界についても認識していた。より便利に使える衛星を求めて、またよりチャレンジングな衛星の開発により技術力を蓄積することを目指して次世代の衛星が企画されることとなった。
構想を具体化したのはAMSAT-DLおよびAMSAT-NAのチームが主導的で、特に衛星バスの設計はマールブルク大学のカール・マインツァー博士らのグループによるところが大きい。

### PHASE-III-A
PHASE-III計画で最初に開発された衛星PHASE-III-Aは次のような特徴をもっていた。
- 形状は直径1600mm、高さ400mm、質量約92kgの三角星型で、スピン安定方式により姿勢を保つ。大きさはそれまでのアマチュア衛星中最大である（日本の技術試験衛星1号「きく」より大きく大質量）。
- 予定軌道は次のとおり
  - 近地点高度1,500km、遠地点高度35,800km、（周期約660分）
  - 軌道傾斜角57deg、近地点引数210度
- 通信衛星として機能するため、一般ユーザが利用可能な約120kHzの周波数帯域を持つ出力50WのBモードトランスポンダ（アップリンクが70cm帯・ダウンリンクが2m帯）を搭載した。
- 衛星の航法制御・ハウスキーピング用としてCMOSマイクロプロセッサ(RCA CDP-1802）と16KB ECC付DRAMメモリを備えた。
- テレメトリはモールス符号によるジェネラルビーコンとPSK変調によるエンジニアリングビーコンの2系統を備えた。
- 軌道変換用にサイオコール社の小型固体ロケットモーターを内蔵する。
- 姿勢制御用に、導体に電流を流し地球磁場との相互作用により回転モーメントを発生させるマグネトルカーを用いる。これはその後のPHASE-III衛星にも引き続き採用された。
- アンテナは以下の3組を持つ：

三角星型の各頂点にモノポール素子を配置した、2m帯円偏波ビームアンテナ（送信）
上面の中心軸上に配置した、2m帯モノポールアンテナ（送信）
上面に120度おき3箇所にダイポールを配置した、70cm帯位相給電ビームアンテナ（受信）
製作団体は、AMSAT-DL,AMSAT-NA,ブダペスト工科大学。
日本を含む世界中のアマチュア無線家からの寄付も寄せられた。日本ではJAMSATを通じ太陽電池基金の寄付、および中間周波数用クリスタルフィルタの製作・寄付などの貢献があった。
打上げは1980年5月23日、フランス領ギアナのクールー宇宙センターからアリアンロケット2号機(L02)で行われた。しかし発射後数分で第1段ロケットエンジンの異常燃焼のため打上げは失敗し、PHASE-III-A衛星は主ペイロードの「ファイアーホイール」(西ドイツのマックス・プランク研究所の科学衛星)とともに大西洋に落下、喪失した。
関係者の失望は大きかったが、欧州宇宙機関(ESA)は再打上げの要請に対し、衛星さえ製作できれば1982年の7回目の打ち上げに便乗させられるとの回答を寄せたため、代替衛星(PHASE-III-B)の製作に着手することになった。
打上げの失敗に対しアマチュア無線コミュニティからは同情と激励の言葉が寄せられ、ARRL始め多くの団体から衛星再製作のための寄付が寄せられた。また、ヨルダンの故フセイン国王（JY1のコールサインを持つアマチュア無線家でもあった）からの寄付もあった。

### オスカー10号（AMSAT-OSCAR-10/PHASE-III-B）
オスカー10号はアリアンロケットの打上げ失敗で海中に没したPHASE-III-A衛星の代替機として製作され、1983年にアリアンロケット第6号機で打ち上げられた。しかし、衛星がロケットの三段目と分離した直後にロケットの推力が低下せず追突された。このため軌道変更時の制御が正常に行われず、最終軌道は予定したよりも高い近地点と小さい軌道傾斜角を持つことになった。これは、衝突直後衛星の姿勢が約90度変わってしまい、太陽光の入射角の関係で衛星温度が低下したため、液体燃料を送り出すヘリウムガスタンクあるいは配管系統が劣化したことにより、近地点を下げようとした2度目の燃焼が行えなかったためである。
軌道は最終形ではなかったものの、高高度・広帯域の衛星の登場は世界のアマチュア衛星愛好家から歓迎され、多くの交信がオスカー10号を通じて行われ、アマチュア宇宙通信の普及に大きく貢献したのである。
しかし近地点の高い軌道により衛星がヴァン・アレン帯中を通過する時間が増えたため、電子回路が計画より早くダメージを受けた。特に打ち上げ後3年半くらいでマイクロコンピュータ制御回路の主メモリの恒久破損が進み制御プログラムの実行が困難になった。
打ち上げから約20年を経た現在は、制御系の喪失に加えバッテリ（二次電池）が劣化したため、太陽電池への太陽光の入射角が良好な時にBモードトランスポンダが動作するのみである。
衛星の諸元
- 基本的にはPHASE-III-Aとほぼ同じサイズと機能だが、トランスポンダが2組に増え、アポジモーターが液体式になった。
- 打ち上げ日時：1983年6月16日11:59UTC
- 射場：フランス領ギアナ・クールー宇宙センター
- ロケット：アリアン6号機（L-6)
- 主ペイロード：ECS-1（Europian Communication Satellite)
- 予定軌道：近地点高度1500km、遠地点高度36000km、軌道傾斜角57度〜64度
- 最終軌道：近地点高度3950km、遠地点高度35500km、軌道傾斜角25.8度
- アポジモーター：MBB社製液体モーター(UDMH+N2O4)
- 大きさ：三角星型で直径1.6m×高さ0.4m。質量130kg
- トランスポンダ：以下の二組
  - Bモード：70cm→2m、帯域150kHz、50W
    - ビーコン：145.810MHz(GB)/145.987MHz(EB)

  - Lモード：23cm→70cm、帯域800kHz、35W
    - ビーコン：436.04MHz(GB)/436.02MHz(EB)

GB＝General Beacon（CW/RTTY/PSK）、EB＝Engineering Beacon（PSK)
- アンテナ：以下の三組
  - 2m帯：3x2素子位相給電モノポール（ゲイン7dBi)
  - 70cm帯：3x位相給電ダイポール（ゲイン11dBi)
  - 23cm：ヘリックス（ゲイン13dBi）

### オスカー13号（AMSAT-OSCAR-13/PHASE-III-C）
AO-10の打ち上げに先立つ1982年始め、ESAからアリアン4型の最初の試験飛行でピギーバック打ち上げの可能性が示唆された。AMSAT-DLではより大型の衛星も検討しつつ、最終的にはAO-10の改良型として製作することを1984年に決定し製作を開始した。AO-10で不調だったLモードトランスポンダーについては全面的に再設計したほか、アップリンクとして2mも受け入れるJ/L併用モードを新設、さらに430MHzから2.4GHzに変換するSモードトランスポンダーを搭載することになった。また、デジタル通信用としてRUDAKを搭載、AX.25パケット通信で使えるよう計画された。
打ち上げはアリアンV-18号機の失敗などにより当初予定より遅れ、1988年6月15日にクールー宇宙センターから打ち上げられた。今回は分離に伴うトラブルもなく、6月22日と7月6日には軌道変換にも成功し、自力で予定通りの軌道に変換投入することに成功した初めてのアマチュア衛星となった。
7月22日にはBモード、24日にはJLモードのトランスポンダの使用が一般に公開され運用が開始された。さらに9月17日からSモードトランスポンダが開放された。しかし、RUDAKは不調であった。
AO-13はそれまでのアマチュア衛星のなかでもっとも成功したものであった。1990年、AO-13の軌道は摂動により近地点高度が単調減少することが明らかになったが、商用衛星のようなスラスタを持たないためこれを食い止めることはできなかった。1996年には近地点が150km程まで低下し、同年12月5日に大気圏に突入して消滅した。
8年半の運用を通じて世界のアマチュア無線家に広く使われ、PHASE-IIIタイプの衛星の有効性が認められた。
衛星の諸元
- 基本的にはオスカー10号を踏襲して様々な改良を加えて設計されている。
- 打ち上げ日時：1988年6月15日11:19UTC
- 射場：フランス領ギアナ・クールー宇宙センター
- ロケット：アリアンV-22（アリアン4型の試験飛行第1号機で構成は44LP)
- 主ペイロード：METEOSAT-P2（気象衛星）、PANAMSAT（通信衛星）
- 予定軌道：近地点高度1500km、遠地点高度36000km、軌道傾斜角57度
- 最終軌道：近地点高度2545km、遠地点高度36264km、軌道傾斜角57.85度（最終軌道変換直後）
- アポジモーター：MBB社製液体モーター(UDMH+N2O4)
- 大きさ：三角星型で直径1.6m×高さ0.4m。質量142kg
- トランスポンダ：以下の3組のリニアトランスポンダ+RUDAK
  - Bモード：70cm→2m、帯域150kHz、50W
    - ビーコン：145.812MHz(GB)/145.985MHz(EB)

  - J/Lモード：2m/23cm→70cm、帯域50kHz/290kHz、35W
    - ビーコン：436.651MHz(GB)

  - Sモード：70cm→13cm、帯域36kHz
    - ビーコン：2400.325MHz(GB)

  - RUDAK：Lモードで動作するデジタルトランスポンダ（AX.25プロトコル）
    - 1259.710MHz(2400bps BPSK)→435.677MHz(400bps BPSK/1200bps NRZI)

GB＝General Beacon（CW/RTTY/PSK）、EB＝Engineering Beacon（PSK)
- アンテナ：以下の四組
  - 2m帯：3x2素子位相給電ビームアンテナ（ゲイン6dBi)およびモノポール
  - 70cm帯：3x位相給電ダイポール（ゲイン9.5dBi)
  - 23cm帯：ヘリックス（ゲイン12.2dBi）
  - 13cm帯：ヘリックス（ゲイン13dBi）